# Jens Schmidt
Jens Schmidt (* 3. April 1963 in Karl-Marx-Stadt) ist ein ehemaliger deutscher Fußballtorwart, der für die DDR ein und somit das letzte Länderspiel bestritt.

## Sportliche Laufbahn

### Vereinskarriere
Jens Schmidt begann seine Laufbahn bei der BSG Chemie Karl-Marx-Stadt. Über die BSG Wismut Karl-Marx-Stadt wechselte er in den Nachwuchsbereich des FC Karl-Marx-Stadt. Vom FCK, mit dem er 1976 die DDR-Schülermeisterschaft gewann, ging er 1979 zur BSG Wismut Aue. Dort wurde er, aus dem Nachwuchsoberligateam aufrückend, im Sommer 1982 neben Stammtorwart Jörg Weißflog im Oberligakollektiv geführt. Nach ersten Spielen in der 2. Mannschaft der BSG Wismut, 1985/86 auch kurzzeitig in der zweitklassigen Liga vertreten, wurde Schmidt Mitte der 1980er-Jahre ebenfalls erstmals in der höchsten Spielklasse des DDR-Fußballs eingesetzt. Seinen Einstand in der Oberliga gab der 1,88 Meter große Schmidt am 22. Februar 1986 in der Partie Wismut Aue gegen Dynamo Dresden (1:1). Bis 1988 kam er auf vier Oberligaeinsätze für die Veilchen.
Zur Saison 1988/89 kehrte er zum FC Karl-Marx-Stadt zurück, wo er sich sofort als Stammtorhüter etablieren konnte. Bis zur Gründung des Nachfolgevereins Chemnitzer FC (CFC) am 13. Juni 1990 hatte Schmidt bereits 52 DDR-Oberligaspiele für den FCK absolviert. Es folgten weitere 13 Einsätze in der NOFV-Oberliga 1990/91 für den CFC. Danach spielten die Chemnitzer bis 1996 in der 2. Bundesliga, in der Schmidt noch einmal zu 63 Einsätzen kam. Nach dem Abstieg 1996 in die Regionalliga wurde Schmidt nicht mehr in der 1. Mannschaft des CFC eingesetzt und musste 1997 aufgrund einer schweren Verletzung, die er sich im Zweitligaspiel gegen den FSV Zwickau zugezogen hatte, seine Laufbahn beenden.
Auf internationaler Ebene erreichte er mit Karl-Marx-Stadt 1989/90 das Achtelfinale im UEFA-Pokal, wo allerdings gegen Juventus Turin für ihn und seine Mitspieler Endstation war. Der größte sportliche Erfolg war für ihn das Erreichen des Finales im FDGB-Pokal 1989, das er mit dem FCK gegen den BFC Dynamo mit 0:1 verlor. 1990 wurde er DDR-Vizemeister. 1993 scheiterte er mit dem CFC im DFB-Pokal erst im Halbfinale an Hertha BSC/Amateure (1:2).

### Auswahleinsätze
Am 12. September 1990 absolvierte er sein einziges Länderspiel beim Abschied der DDR-Auswahl, der gegen Belgien mit 2:0 gewonnen wurde. Da Perry Bräutigam und Dirk Heyne abgesagt hatten, stand der Chemnitzer in der Startformation und wurde in der letzten Minute durch Jens Adler ersetzt.
Zuvor hatte er bereits beim letzten Spiel der DDR-B-Nationalmannschaft im Frühjahr zwischen den Pfosten gestanden. In der mit 2:1 gegen die B-Elf Schottlands gewonnenen Partie sprach Ex-Nationalspieler Jürgen Nöldner, seines Zeichens Chefredakteur des Fachblattes, in der fuwo vom „Ruhe ausstrahlenden Schmidt“.